# Manuel Álvarez Bravo
Manuel Álvarez Bravo (Mexico-Stad, 4 februari 1902 – aldaar, 19 oktober 2002) was een Mexicaans fotograaf.

## Biografie
Bravo werd geboren in Mexico-Stad. Zijn vader was een leraar, die ook schilderde en fotografeerde. Zijn grootvader was een kunstschilder. Door hun invloed werd hij fotograaf. In 1927 leerde hij fotografe Tina Modotti kennen, die op dat moment erg bekend was in de wereld van de fotografie. Dankzij haar leerde hij ook fotograaf Edward Weston kennen. Zij zouden hun stempel drukken op Bravo's verdere carrière. In 1984 werd de Hasselblad Award aan hem toegekend.
Bravo is driemaal gehuwd geweest. Zijn vrouwen waren allen ook fotograaf. 
Hij overleed op 100-jarige leeftijd in 2002. Hij werd overleefd door zijn tweede vrouw Doris Heyden (1905-2005), die ook op 100-jarige leeftijd overleed.
1980 Lennart Nilsson · 1981 Ansel Adams · 1982 Henri Cartier-Bresson · 1984 Manuel Álvarez Bravo · 1985 Irving Penn · 1986 Ernst Haas · 1987 Hiroshi Hamaya · 1988 Edouard Boubat · 1989 Sebastião Salgado · 1990 William Klein · 1991 Richard Avedon · 1992 Josef Koudelka · 1993 Sune Jonsson · 1994 Susan Meiselas · 1995 Robert Häusser · 1996 Robert Frank · 1997 Christer Strömholm · 1998 William Eggleston · 1999 Cindy Sherman · 2000 Boris Mikhailov · 2001 Hiroshi Sugimoto · 2002 Jeff Wall · 2003 Malick Sidibé · 2004 Bernd en Hilla Becher · 2005 Lee Friedlander · 2006 David Goldblatt · 2007 Nan Goldin · 2008 Graciela Iturbide · 2009 Robert Adams · 2010 Sophie Calle · 2011 Walid Raad · 2012 Paul Graham · 2013 Joan Fontcuberta · 2014 Miyako Ishiuchi · 2015 Wolfgang Tillmans · 2016 Stan Douglas · 2017 Rineke Dijkstra · 2018 Oscar Muñoz · 2019 Daidō Moriyama